# 田島政雄
田島 政雄（たじま まさお、1912年1月29日 - 1982年5月）は、日本の実業家、馬主。
貴金属・宝石を取り扱う田島商事株式会社の代表取締役社長を務めた。

## 経歴・人物
1912年、兵庫県出身。1956年に貴金属・宝石商の田島商事を設立した。1961年には市場調査のために香港、オーストラリア、メキシコ、アメリカ合衆国、イギリス、ベルギー、西ドイツ、スイス、フランス、インドに渡った。1982年に死去。70歳没。
趣味は釣りと競馬。

## 馬主活動

ホースタジマの勝負服

日本中央競馬会（JRA）および地方競馬全国協会（NAR）に登録していた馬主として知られた。かつては個人名義、その後は株式会社ホースタジマの法人名義で競走馬を所有。勝負服の柄は赤、緑袖、白鋸歯形。冠名は、政雄の没後には「レガシー」を使用していた。
1965年に北海道に牧場を購入、京都競馬場の厩務員であった幣旗力を引き抜き場長へ据えた。政雄が死去したあとは息子の久雄がホースタジマの代表となった。

## 主な所有馬
個人名義
- ヨシシオ（1962年阪神牝馬特別）
- ビッグスリー（1964年読売カップ・秋）

ホースタジマ名義
- ツキヒデキング（1970年阪神障害ステークス春・秋）
- ダイゴハマイサミ（1971年阪神障害ステークス・春）
- ハマノパレード（1972年阪神大賞典、1973年京都記念・春、宝塚記念）
- ブルーホワイト（1973年京都大障害・春）
- レガシーワイス（1989年ラジオたんぱ杯3歳牝馬ステークス）
- レガシーワールド（1992年セントライト記念、1993年ジャパンカップ）
- レガシーフィールド（1993年阪急杯）
- レガシークレスト（1998年阪神障害ステークス・秋）
- レガシーロック（1999年東京ハイジャンプ、2000年小倉サマージャンプ）